# ناحیه ششار
ناحیه ششار (به عربی: دائرة ششار) یک ناحیه در الجزایر است که در استان خنشله واقع شده‌است. ناحیه ششار ۲٬۰۶۶ کیلومتر مربع مساحت و ۳۳٬۸۱۲ نفر جمعیت دارد.